# North Corbin
North Corbin és una concentració de població designada pel cens dels Estats Units a l'estat de Kentucky. Segons el cens del 2000 tenia 1.662 habitants.

## Demografia
Segons el cens del 2000, North Corbin tenia 1.662 habitants, 689 habitatges, i 469 famílies. La densitat de població era de 352,6 habitants/km².
Dels 689 habitatges en un 29,6% hi vivien nens de menys de 18 anys, en un 50,9% hi vivien parelles casades, en un 14,2% dones solteres, i en un 31,8% no eren unitats familiars. En el 27,6% dels habitatges hi vivien persones soles el 10% de les quals corresponia a persones de 65 anys o més que vivien soles. El nombre mitjà de persones vivint en cada habitatge era de 2,41 i el nombre mitjà de persones que vivien en cada família era de 2,94.
Per edats la població es repartia de la següent manera: un 24,8% tenia menys de 18 anys, un 8% entre 18 i 24, un 28,9% entre 25 i 44, un 26,5% de 45 a 60 i un 11,7% 65 anys o més.
L'edat mediana era de 36 anys. Per cada 100 dones de 18 o més anys hi havia 88,4 homes.
La renda mediana per habitatge era de 25.756 $ i la renda mediana per família de 27.389 $. Els homes tenien una renda mediana de 26.912 $ mentre que les dones 20.000 $. La renda per capita de la població era d'11.104 $. Entorn del 26,6% de les famílies i el 33,5% de la població estaven per davall del llindar de pobresa.

## Poblacions més properes
El següent diagrama mostra les poblacions més properes.